# جوناثان بلوم (كاتب، 1967)
جوناثان بلوم (بالإنجليزية: Jonathan Blum)‏ (3 يونيو 1967، فيلادلفيا في الولايات المتحدة)؛ صحفي وروائي أمريكي. درس في جامعة كاليفورنيا.